# Hamvastorkú szúnyogevő
A hamvastorkú szúnyogevő (Conopophaga peruviana) a madarak osztályának verébalakúak (Passeriformes) rendjébe és a szúnyogevőfélék (Conopophagidae) családjába tartozó faj.

## Rendszerezése
A fajt Marc Athanase Parfait Oeillet Des Murs francia amatőr ornitológus írta le 1856-ban.

## Előfordulása
Dél-Amerika nyugati részén, Bolívia, Brazília, Ecuador és Peru területén honos. Természetes élőhelyei a szubtrópusi és trópusi síkvidéki esőerdők.  Állandó, nem vonuló faj.

## Megjelenése
Testhossza 13 centiméter, testtömege 23-26 gramm.

## Életmódja
Kisebb ízeltlábúakkal táplálkozik, melyeket a talaj közelében keresgél.

## Természetvédelmi helyzete
Az elterjedési területe rendkívül nagy, egyedszáma pedig stabil. A Természetvédelmi Világszövetség Vörös listáján nem fenyegetett fajként szerepel.